# Edward Smyth (regatista)
Edward Smyth es un deportista australiano que compitió en vela en la clase 49er. Ganó una medalla de oro en el Campeonato Mundial de 49er de 1999.

## Palmarés internacional
| \| Campeonato Mundial \| Campeonato Mundial \| Campeonato Mundial \| Campeonato Mundial \| \| Año \| Lugar \| Medalla \| Clase \| \| ------------------ \| --------------------- \| ------------------ \| ------------------ \| \| 1999 \| Melbourne (Australia) \| Medalla de oro \| 49er \| |                       |                |       |
| Campeonato Mundial |                       |                |       |
| Año | Lugar                 | Medalla        | Clase |
| 1999 | Melbourne (Australia) | Medalla de oro | 49er  |